# Xã Jackson, Quận Steuben, Indiana
Xã Jackson (tiếng Anh: Jackson Township) là một xã thuộc quận Steuben, tiểu bang Indiana, Hoa Kỳ. Năm 2010, dân số của xã này là 1.777 người.